# Dominique Ziegler
 (mai 2015).
Si vous disposez d'ouvrages ou d'articles de référence ou si vous connaissez des sites web de qualité traitant du thème abordé ici, merci de compléter l'article en donnant les références utiles à sa vérifiabilité et en les liant à la section « Notes et références ».
Pour les articles homonymes, voir Ziegler.
Dominique Ziegler, né le 25 août 1970 à Genève, est un écrivain, dramaturge et metteur en scène suisse. Il est le fils du sociologue Jean Ziegler.

## Biographie
Dominique Ziegler naît le 25 août 1970 à Genève,. Il est le fils unique du sociologue Jean Ziegler et de Wedad Zénié, assistante sociale égyptienne d'origine libanaise.
Il entre à l'école de théâtre de Serge Martin en 1996 et en sort diplômé trois ans plus tard. Durant ses étuddes il rencontre David Valère et écrit avec lui en 2002 N’Dongo revient, qui porte sur la Françafrique qui rencontre le succès et est jouée à Genève et Paris.
Il enseigne dans les écoles secondaires en parallèle de son travail de théatre.
Son premier roman La Solitude de la mule gewann reçoit le  Prix Plume d’or de la Société genevoise des écrivains en 2004. Ses pièces de théatre sont jouées en Suisse, mais aussi en France et en Belgique, ou au Festival d'Avignon. Certaines sont traduites en Allemand et jouées à Bales et Soleure. Parmi ses thèmes de prédilection on trouve la dénonciation du colonialisme occidental, comme dans sa pièce N’Dongo revient, les figures historiques comme Jean-Jacques Rousseau et Jean Calvin. 

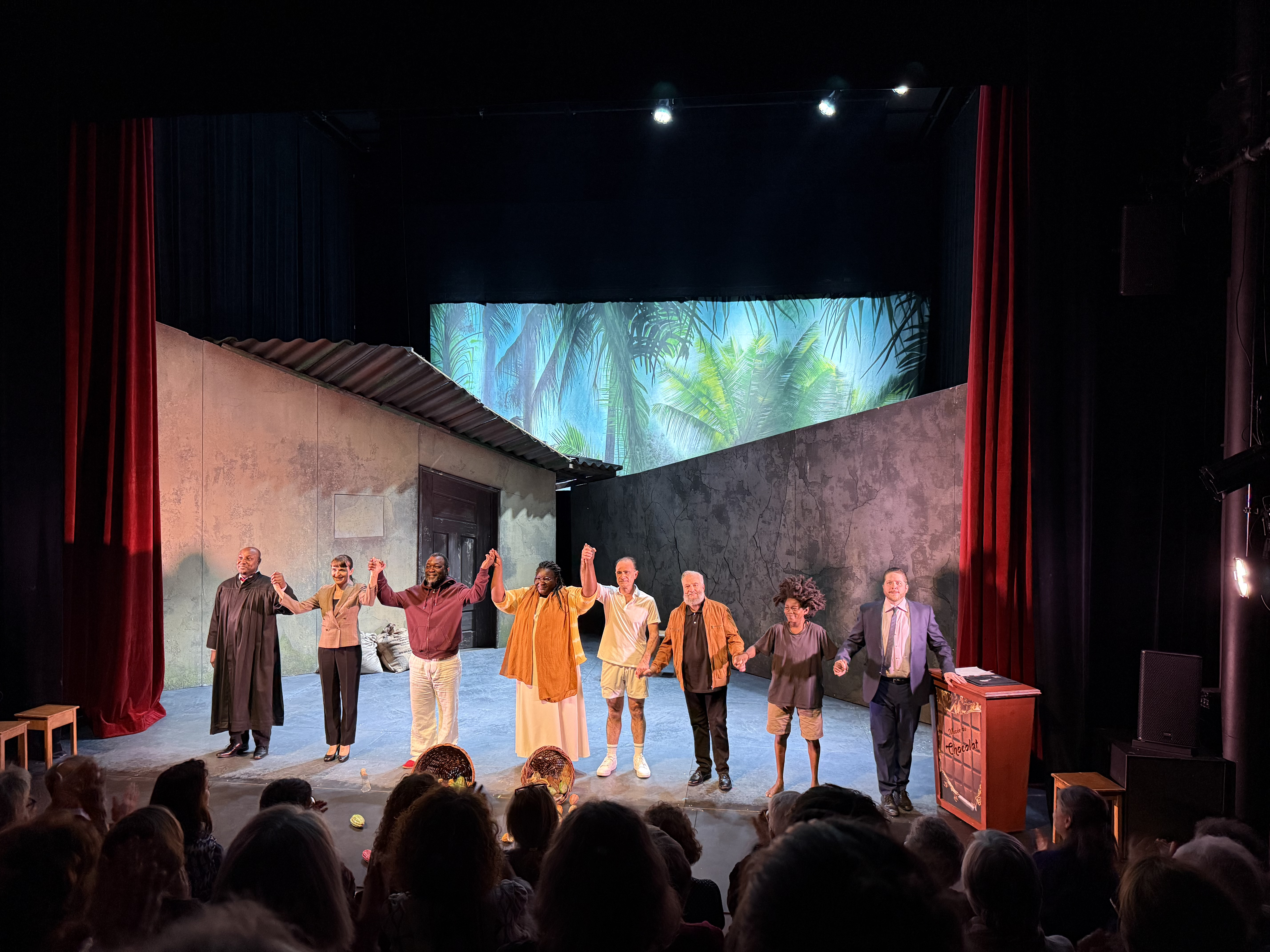
Représentation de CHOC ! La friandise des dieux avec Yaya mbile Bitang en mai 2025 à la Maison du Grütli à Genève.

En mai 2025, après une tournée suisse, sa pièce CHOC ! Une friandise des dieux qui met à jour les liens entre l'histoire du chocolat suisse, l'esclavagisme et le commerce triangulaire est jouée à la Maison du Grütli à Genève.

## Prises de position
Contrairement à son père il n'est pas croyant, et refuse le chemin universitaire proposé par son père pour se tourner vers le théatre et la bande dessinée. Il se déclare « anarchiste conservateur » et professe vouloir abolir les hiérarchies.

## Théâtre
Auteur et metteur en scène
- 2002 : N’Dongo revient (Théâtre de la Main d’Or, Paris 2002 , Théâtre de Carouge, Genève, 2004)[7],[10].
- 2004 : Opération Métastases (Théâtre de Carouge, Genève, 2004, StadtTheater Bâle, 2005)[11].
- 2007 : René Stirlimann contre le Docteur B.
- 2008 : Building USA[12].
- 2009 : Affaires privées.
- 2009 : Le Maître des minutes.
- 2009 : Les Rois de la com'.
- 2011 : Patria Grande.
- 2011 : Virtual 21.
- 2012 : Le Trip Rousseau (Théâtre Saint-Gervais, Genève, 2012, Scène Nationale Bonlieu, Annecy, 2013).
- 2013 : Pourquoi ont-ils tué Jaurès ? (Théâtre de Poche Genève, 2013, Théâtre du Chêne Noir, Avignon, 2014)* 2012 : Le Trip Rousseau[13].
- 2015 : Ombres sur Molière[14],[15].
- 2015 : La Route du Levant[16].
- 2017 : Le Rêve de Vladimir[17].
- 2020 : Helvetius[18].
- 2024 : CHOC ! La friandise des dieux[8].

## Publications
- N’Dongo revient et autres pièces, Orbe (Suisse), Bernard Campiche éditeur, 2009, 609 p. (ISBN 978-2-88241-257-7, BNF 42159053).

Romans
- La Solitude de la mule (2003)
- Empanada Dreams (les aventures de Pouniff Lopez) (2008)
- Dominique Ziegler, Du sang sur la treille: polar, Éditions Pierre Philippe, 2018 (ISBN 978-2-940602-14-8).

Bande dessinée
- Dominique Ziegler et Olivier Dauger, Miss Marple – Un cadavre dans la bibliothèque, Éditions Paquet, 2017, 64 p.  (ISBN 2888908743)[19]

Essai
- Grandeur, décadence et renaissance du rock progressif (2006)

Poèmes
- After Forever – 33 visions de l’au-delà (2005)

Articles
- Contre-utopie, Le Courrier, 25 avril 2013, lire en ligne